# Gérard Rinaldi
Pour les articles homonymes, voir Rinaldi.
 Gérard Rinaldi, est un acteur, chanteur, parolier, musicien et adaptateur français, né le 17 février 1943 dans le 14e arrondissement de Paris (Seine) et mort le 2 mars 2012 à Fontenay-lès-Briis (Essonne).
Membre fondateur des Charlots, il fait partie du groupe de 1966 à 1986 puis de 2007 à 2011.
Il est aussi très actif dans le milieu du doublage. Il incarne pendant plusieurs années le rôle de Dingo aussi bien dans des films d'animation que dans la série de jeux vidéo Kingdom Hearts.

## Biographie

### Jeunesse et débuts
Gérard Roger Louis Rinaldi naît le 17 février 1943 dans le 14e arrondissement de Paris.
Il poursuit ses études au lycée Charlemagne, établissement qu'il représente au concours général de version latine. Clarinettiste autodidacte, passionné par le jazz, il se perfectionne au saxophone ténor puis alto et commence à « faire des bœufs » avec ses copains après les cours.
C'est à l'hiver 1963, alors qu'il prépare son bac tout en jouant du saxophone dans l'émission Inter-clocher, que Gérard rencontre Jean Sarrus, fondateur d'un groupe « yéyé », Les Rebelles, et qui cherche un saxophoniste pour des galas. Bien qu'hésitant entre l'École de journalisme et l'École nationale d'aviation civile afin de devenir pilote de ligne, Gérard choisit finalement la carrière musicale. En 1964, il quitte le groupe, faute de travail, pour accompagner Dick Rivers et diriger ses musiciens, mais la tâche s'avère trop ardue et il retrouve rapidement Les Rebelles.

Jean-Guy Fechner, Gérard Filipelli, Jean Sarrus et Gérard Rinaldi en 1974.

Devant effectuer son service militaire, il parvient à se faire réformer au bout de trois mois. Trois nouveaux venus, Gérard Filippelli, Luis Rego et Donald Rieubon, rejoignent le groupe, qui se rebaptise Les Problèmes.

### Les Charlots
Avec le chanteur Antoine, les cinq garçons deviennent des valeurs montantes de la scène yéyé française. Mais c'est sous le nom des Charlots, après le départ de Rieubon et l'arrivée de Jean-Guy Fechner en 1966, que le groupe connaît ses premiers véritables succès musicaux, des chansons comiques et des reprises parodiques de titres traditionnels, Paulette, la reine des paupiettes, Merci patron, Sois érotique, L'Apérobic, servies par la voix de baryton de Gérard.
La carrière cinématographique des Charlots comprend quatorze films entre 1970 à 1992 sous l'impulsion de leur producteur Christian Fechner, avec entre autres Les Bidasses en folie, Le Grand Bazar, Bons Baisers de Hong Kong, Les Charlots contre Dracula, dont plusieurs sous la direction de Claude Zidi.

#### Documentaire
La Fin des Charlots, est un documentaire que Francis Girod réalise en 2005. Gérard Rinaldi y raconte ses débuts avec Les Charlots, sa séparation d'avec le groupe en 1986 et une partie de sa carrière en solo.

### Carrière en solo
Gérard Rinaldi quitte le groupe en 1986 après vingt ans et quatorze films, pour travailler dans le milieu du doublage et de la télévision. En 1987, il connaît un succès important avec la série télévisée, Marc et Sophie dans laquelle il incarne un vétérinaire marié à un médecin de ville Julie Arnold, et dont il interprète le générique. Il participe par la suite régulièrement à des téléfilms, notamment pour France 3.

#### Doublage
Engagé en 1986 pour le doublage français de Fievel et le Nouveau Monde en raison de sa parfaite imitation de Maurice Chevalier, il devient rapidement un comédien très demandé, prêtant sa voix, parlée et chantée, à de nombreux films, téléfilms et séries. Il double notamment Dingo à partir de 1990, mais aussi des acteurs tels que Ted Danson, Michael O'Hare (le commandant Sinclair dans Babylon 5) ou encore Joe Spano (Tobias Fornell dans NCIS : Enquêtes spéciales). Il est également la voix off de plusieurs documentaires. En octobre 2008, à la mort de Michel Modo, il intègre l'équipe de doublage de la série animée Les Simpson pour doubler Kent Brockman, Seymour Skinner, Clancy Wiggum, Charles Montgomery Burns et Krusty.

#### Tournées
En 2009, il remonte sur scène avec Jean Sarrus pour chanter les chansons des Charlots lors de la tournée Âge tendre et Têtes de bois.

### Mort
Gérard Rinaldi meurt le 2 mars 2012 à l'âge de 69 ans au centre médical de Fontenay-lès-Briis (Essonne), des suites d'un lymphome. Quelques jours plus tard, retenant ses larmes, Jean Sarrus (Les Charlots) rend hommage à son ami et dit à son sujet[réf. souhaitée] : 

« Gérard était l'âme des Charlots. Il excellait dans tout ce qu'il faisait : il avait cette merveilleuse voix de chant, mais surtout en tant qu'écrivain, c'est ce qu'il aimait faire par-dessus tout : écrire des chansons. J'admirais son grand sens de l'humour et sa capacité à rire de tout. Il nous a même fait rire de son cancer, je l'ai vu sur son lit d'hôpital et il a juste essayé de me faire rire malgré la morphine qui entrait en jeu. Il va me manquer beaucoup. »

Gérard Rinaldi : confessions d'un ancien Charlot, un portrait documentaire que lui consacre quelques mois avant sa disparition le journaliste et réalisateur Gilles Botineau, dans la collection Salut l'artiste !, est projeté le 3 février 2013 à Trazegnies (Belgique), lors d'un festival entièrement consacré aux Charlots, en présence de sa veuve, Ginette Rinaldi, et de ses anciens compagnons de route, Jean Sarrus et Jean-Guy Fechner.

## Théâtre
- 1978-1980 : La Cuisine des anges, d'Albert Husson, mise en scène de Francis Joffo, théâtre des Célestins
- 1986-1989 : Double mixte, de Ray Cooney, mise en scène de Pierre Mondy, théâtre de la Michodière
- 1992-1993 : La Puce à l'oreille, de Georges Feydeau, mise en scène de Jean-Claude Brialy, théâtre de la Michodière puis tournée
- 1994 : Bobosse, d'André Roussin, mise en scène de Stéphane Hillel, théâtre de la Michodière
- 1998 : Le Ruban, de Georges Feydeau, mise en scène de Régis Santon, théâtre Silvia-Monfort
- 1999 : Mariages et Conséquences, d'Alan Ayckbourn, mise en scène de Catherine Allary, théâtre de la Renaissance
- 2003 : Remue-ménage, d'Alan Ayckbourn, mise en scène de Pierre Mondy, théâtre des Variétés
- 2004 : Le Canard à l'orange, de William Douglas-Home, mise en scène de Gérard Caillaud, théâtre de la Michodière
- 2007 : L'Azalée, d'Yves Jamiaque, tournée
- 2009 : Panne de télé, de Laurence Jyl, mise en scène de Jean-Pierre Dravel et Olivier Macé, tournée
- 2010 : Chat en poche, de Georges Feydeau, mise en scène de Pierre Laville, tournée
- 2011 : Chambres d'hôtes, de Gérard Rinaldi et Sylvie Loeillet, mise en scène d'Éric Civanyan, tournée

## Filmographie

### Cinéma
- 1970 : La Grande Java, de Philippe Clair
- 1971 : Les Bidasses en folie, de Claude Zidi
- 1972 : Les Fous du stade, de Claude Zidi
- 1972 : Les Charlots font l'Espagne, de Jean Girault
- 1973 : Le Grand Bazar, de Claude Zidi
- 1973 : Les Quatre Charlots mousquetaires, d’André Hunebelle
- 1973 : Je sais rien, mais je dirai tout, de Pierre Richard
- 1974 : Les bidasses s'en vont en guerre, de Claude Zidi
- 1974 : À nous quatre, Cardinal !, d'André Hunebelle
- 1975 : Bons Baisers de Hong Kong, d’Yvan Chiffre
- 1975 : Trop c'est trop, de Didier Kaminka
- 1977 : Et vive la liberté !, de Serge Korber
- 1979 : Les Charlots en délire, d'Alain Basnier
- 1980 : Les Charlots contre Dracula, de Jean-Pierre Desagnat
- 1982 : Le Retour des bidasses en folie, de Michel Vocoret
- 1983 : Charlots Connection, de Jean Couturier
- 1986 : La Vie dissolue de Gérard Floque, de Georges Lautner
- 1986 : Descente aux enfers, de Francis Girod
- 1987 : Funny Boy, de Christian Le Hémonet
- 1990 : Feu sur le candidat, d’Agnès Delarive
- 1994 : Long Life Together, de Fernando Fernán Gómez
- 1996 : Forza Roma, de Roberto Ivan Orano
- 2002 : Quelqu'un de bien, de Patrick Timsit
- 2003 : Après la pluie, le beau temps, de Nathalie Schmidt
- 2010 : Origines, d’Éric Cayron

### Télévision
- 1969 : L'Homme qui venait du Cher, de Pierre Desfons : Gérard
- 1970 : Un incertain sourire, de Robert Bober
- 1970 : Les Saintes Chéries, de Jean Becker, épisode Ève et son premier client
- 1987-1991 : Marc et Sophie : Marc
- 1989 : Les deux font la loi, épisode Les Liens du sang : LeCarre
- 1993 : For Better and For Worse
- 1994 : Cluedo
- 1995 : Théo la tendresse
- 1995 : Bébé coup de foudre
- 1995 : Les hommes et les femmes sont faits pour vivre heureux… mais pas ensemble, de Philippe de Broca : l'huissier
- 1997 : Une vie pour une autre
- 1997 : Une femme en blanc
- 1997 : La Basse-cour
- 1997 : L'Enfant du bout du monde
- 1998 : Interdit de vieillir
- 1999 : Décollage immédiat
- 1999 : Ouriga
- 1999 : Les Cordier, juge et flic L'honneur d'un homme-Roger Vidal
- 2000 : Mary Lester
- 2001 : Les Enfants d'abord
- 2001 : Les Gardiens de la mer
- 2001 : Le Vieil Ours et l'Enfant
- 2002 : La Kiné
- 2002 : L'Affaire père et fils
- 2002 : Un week-end pour le dire
- 2002 : Commissariat Bastille
- 2002-2004 : Blandine l'insoumise
- 2003 : L'Aubaine
- 2003 : La Maison des enfants
- 2003 : Un amour en kit
- 2003 : Ambre a disparu
- 2004 : Commissaire Valence
- 2004 : La Classe du brevet
- 2004 : Le Pays des enfants perdus
- 2004 : Fabien Cosma
- 2004 : À cran deux ans après
- 2005 : Mis en bouteille au château
- 2006 : Le Caprice des cigognes
- 2006 : Concours de danse à Piriac
- 2006 : Le Tuteur, Mission accomplie (saison 4, épisode 5)
- 2006 : Tombé du ciel
- 2007 : Notable donc coupable
- 2007 : Supergranny.com
- 2008 : Père et Maire
- 2008 : Ah, c'était ça la vie !
- 2009 : 35 kilos d'espoir
- 2010 - 2012 : La Nouvelle Maud
- 2011 : Chez Maupassant, épisode Le Vieux
- 2012 : Caïn, Confusion (saison 1, ép. 5) : Gustavo
- 2012 : Gérard Rinaldi, confessions d'un ancien Charlot, documentaire de Gilles Botineau
- 2015 : Nous nous sommes tant aimés, épisode Gérard Rinaldi, documentaire de Jérôme Revon

## Doublage
Les dates en italique indiquent les sorties initiales des films pour lesquels Gérard Rinaldi a participé aux redoublages et non aux doublages originaux.

### Cinéma

#### Films
- Ben Kingsley dans  :
  - Thunderbirds : The Hood
  - La Dernière Légion : Ambrosinus
  - War, Inc. : Walkeinbaum
  - Love Gourou : Gourou Tugginmypudha
  - Shutter Island : Dr Cawley
- Burt Reynolds dans  :
  - Striptease : David Dilbeck
  - Hard Time : Logan McQueen
  - Hard Time: The Premonition : Logan McQueen
  - Hard Time: Hostage Hotel : Logan McQueen
- Steve Martin dans   :
  - La Petite Boutique des horreurs : Orin Scrivello
  - Escapade à New York : Henry Clark
  - Les Looney Tunes passent à l'action : Luther J. Chairman
- John Malkovich dans  :
  - Les Survivants : Carlos âgé
  - Dans la ligne de mire : Mitch Leary
  - Mary Reilly : Dr Jekyll / Mister Hyde
- Pete Postlethwaite dans   :
  - Cœur de dragon : Gilbert de Glockenspur
  - Terre Neuve : Tert Card
  - The Town : Fergus Colm
- David Suchet dans   :
  - Ultime Décision : Nagi Hassan
  - Meurtre parfait : Mohamed Karaman
  - Braquage à l'anglaise : Lew Vogel
- Dustin Hoffman dans  :
  - J'adore Huckabees : Bernard
  - L'Incroyable Destin de Harold Crick : Dr Jules Hilbert
  - Last Chance for Love : Harvey Shine
- Stuart Wilson dans :
  - Les Tortues Ninja 3 : Walker
  - Ennemi d'État : Sam Albert
- Kelsey Grammer dans :
  - Swing Vote : La Voix du cœur : Andrew Boone
  - Middle Men : Frank Griffin
- Leslie Phillips dans :
  - Harry Potter à l'école des sorciers : le Choixpeau magique[n 1]
  - Harry Potter et la Chambre des secrets : le Choixpeau magique[n 1]

- 1960[n 2] : Spartacus : Crassus (Laurence Olivier)
- 1972 : Le Parrain : Amerigo Bonasera (Salvatore Corsitto)
- 1977 : Peter et Elliott le dragon : Merle Gogan (Charles Tyner)
- 1984 : Amadeus : le serviteur de Salieri (Philip Lenkowski) (1er doublage)
- 1992 : 1492 : Christophe Colomb : don Francisco de Bobadilla (Mark Margolis)
- 1992 : Man Trouble : Harry Bliss (Jack Nicholson)
- 1992 : Les Blancs ne savent pas sauter : Raymond (Marques Johnson)
- 1992 : Obsession fatale : Roy Cole (Roger E. Mosley)
- 1992 : Chérie, j'ai agrandi le bébé : Terrence Wheeler (Gregory Sierra)
- 1992 : Cool World : Nails (Charles Adler)
- 1992 : Hoffa : Carol d'Allesandro (Armand Assante)
- 1992 : Maman, j'ai encore raté l'avion ! : M. Hector (Tim Curry)
- 1992 : Piège en haute mer : William Strannix (Tommy Lee Jones)
- 1992 : Lorenzo : Augusto Odone (Nick Nolte)
- 1992 : Singles : Voix du faux n° de téléphone (Thomas A. Doyle)
- 1992 : Sang chaud pour meurtre de sang-froid : l'inspecteur Huggins (Keith David)
- 1993 : Made in America : Halbert « Hal » Jackson (Ted Danson)
- 1993 : Jurassic Park : Robert Muldoon (Bob Peck)
- 1993 : Le Fugitif : Dr Charles Nichols (Jeroen Krabbé)
- 1993 : True Romance : Lee Donowitz (Saul Rubinek)
- 1994 : Léon : le chef des SWAT (Geoffrey Bateman)
- 1994 : La Surprise : Cash (Casey Siemaszko)
- 1994 : La Famille Pierrafeu : M. Ardoise (Dann Florek)
- 1994 : Le Flic de Beverly Hills 3 : William « Billy » Rosewood (Judge Reinhold)
- 1994 : True Lies : Salim Abu Aziz (Art Malik)
- 1994 : Le Monstre : Pascucci (Ivano Marescotti)
- 1994 : La Petite Star : Burke Adler (Albert Brooks)
- 1995 : Mort subite : le vice-président Daniel Bender (Raymond J. Barry)
- 1995 : Assassins : Nicolai Tashlinkov (Anatoly Davydov)
- 1995 : Prête à tout : l'homme du lac (David Cronenberg)
- 1996 : Ace Ventura en Afrique : Vincent Cadby (Simon Callow)
- 1996 : Président ? Vous avez dit président ? : Colonel Paul Tanner (Everett McGill)
- 1997 : Un Indien à New York : Michael Cromwell (Tim Allen)
- 1998 : Meet the Deedles : Stew Deedle (Steve Von Wormer)
- 1998 : Mon ami Joe : Gorman (Richard Riehle)
- 1998 : Buffalo '66 : Jimmy Brown (Ben Gazzara)
- 1999 : Le Détonateur : Fergus Hall (Richard Crenna)
- 1999 : Crashs en série : Donald Caldwell (Nigel Bennett)
- 1999 : Mon Martien bien-aimé : Coleye (Wallace Shawn)
- 2000 : Mes chers voisins : Emilio le gérant (Emilio Gutierrez Caba)
- 2000 : Gangster No. 1 : le gangster à 55 ans (Malcolm McDowell)
- 2000 : De quelle planète viens-tu ? : Harold Anderson (Garry Shandling)
- 2001 : Carton rouge : Burton (Ralph Brown)
- 2001 : La Prison de verre : Terrence Glass (Stellan Skarsgård)
- 2001 : Hannibal : Carlo Deogracias (Ivano Marescotti)
- 2001 : Treize jours : Maxwell D. Taylor (Bill Smitrovich)
- 2001 : Chère Martha : Mario (Sergio Castellitto)
- 2001 : Évolution : le général Russell Woodman (Ted Levine)
- 2002 : Les Neuf Reines : Vidal Gandolfo / Boris (Ignasi Abadal)
- 2002 : Spider-Man : le commentateur du ring (Bruce Campbell)
- 2003 : Mambo Italiano : Gino Barberini (Paul Sorvino)
- 2003 : Le Chat chapeauté : le narrateur
- 2004 : She Hate Me : Angelo Bonasera (John Turturro)
- 2004 : Dans les cordes : Sam LaRocca (Tony Shalhoub)
- 2004 : Un crime dans la tête : Colonel Garret (Miguel Ferrer)
- 2004 : Cinq enfants et moi : le génie des sables (Eddie Izzard)
- 2006 : Jugez-moi coupable : Max Novardis (Richard Portnow)
- 2006 : Southland Tales : Bobby Frost (Holmes Osborne)
- 2006 : Faussaire : George Gordon Holmes (Peter McRobbie)
- 2006 : Le Dahlia noir : Emmett Linscott (John Kavanagh)
- 2006 : Juste une fois ! : le père d'Amy (Geoff Pierson)
- 2008 : RocknRolla : Archibald « Archie » Powell (Mark Strong)
- 2008 : L'Œil du mal, de D. J. Caruso : le Président (Madison Mason)
- 2008 : Voyage au centre de la Terre : le vieil homme (Frank Fontaine)
- 2008 : Wanted : Choisis ton destin : Pekwarsky (Terence Stamp)
- 2009 : Nine : Dante (Ricky Tognazzi)
- 2009 : Bad Lieutenant : Escale à La Nouvelle-Orléans : Pat McDonagh (Tom Bower)
- 2009 : Le Guerrier silencieux : Kare (Gary Lewis)
- 2009 : Watchmen : Les Gardiens : Hollis Mason / Le Hibou I (Stephen McHattie)
- 2010 : Mesures exceptionnelles : Dr Renzler (David Clennon)
- 2010 : Laisse-moi entrer : l'officier (Elias Koteas)
- 2010 : Le Choc des Titans : Céphée (Vincent Regan)
- 2010 : Benvenuti al Sud : Alberto Colombo (Claudio Bisio)
- 2010 : Le Dernier Maître de l'air : oncle Iroh (Shaun Toub)
- 2010 : Fair Game : Kazac (Steven Berkoff)
- 2011 : Very Bad Trip 2 : le père de Lauren et Teddy (Nirut Sirijanya)

#### Films d'animation
- 1934 : Silly Symphonies : La Cigale et la Fourmi - 2e doublage
- 1937 : Blanche-Neige et les Sept Nains : Grincheux (3e doublage, 2001)
- 1942 : Saludos Amigos : Dingo (3e doublage, 1999)
- 1947 : Coquin de printemps : Dingo (2e doublage, 1998)
- 1947 : Le Petit Cheval bossu : le rival d'Ivan (3e doublage, 1998)
- 1948 : Danny, le petit mouton noir : le vieil hibou (2e doublage, 1998)
- 1955 : La Belle et le Clochard : Tony le cuisiner (3e doublage, 1997)
- 1958 : Paul Bunyan : Cal McNab - 2e doublage
- 1962 : Chat, c'est Paris : Meowrice
- 1971 : Lucky Luke : Daisy Town : le chanteur du quadrille
- 1983 : Le Noël de Mickey : Dingo (2e et 3e doublages, 1991/2001)
- 1986 : Fievel et le Nouveau Monde : Henri
- 1986 : Basil, détective privé : le professeur Ratigan
- 1987 : Le Pacha et les Chats de Beverly Hills : Snerdly
- 1989 : La Petite Sirène de John Musker et Ron Clements : Chef Louis (1er doublage)
- 1991 : La Belle et la Bête : Big Ben (voix chantée dans Humain à nouveau)
- 1992 : Pico et Columbus : Le Voyage magique : Christophe Colomb (voix chantée)
- 1992 : Tom et Jerry, le film : le docteur Joudepomme
- 1994 : Le Petit Dinosaure : Petit-Pied et son nouvel ami : Ozzy
- 1994 : Richard au pays des livres magiques : Long John Silver
- 1995 : Balto : Steele
- 1995 : Dingo et Max : Dingo
- 1996 : Le Petit Dinosaure : Voyage au pays des brumes : Icky
- 1997 : Perfect Blue : Tadokoro
- 1998 : Charlie, le conte de Noël : Charlie
- 1999 : Tarzan : Clayton
- 1999 : Mickey, il était une fois Noël : Dingo
- 2000 : Dingo et Max 2 : Les Sportifs de l'extrême : Dingo
- 2001 : La Belle et le Clochard 2 : Flèche / Tony
- 2001 : Mickey, la magie de Noël : Dingo
- 2002 : La Princesse au petit pois : Sébastian
- 2002 : Mickey, le club des méchants : Dingo
- 2003 : Les Looney Tunes passent à l'action : M.. Chairman
- 2003 : Saute-mouton : le narrateur / le lapin antilope
- 2004 : Mickey, Donald, Dingo : Les Trois Mousquetaires : Dingo
- 2004 : Mickey, il était deux fois Noël : Dingo

### Télévision

#### Téléfilms
- Ted Danson dans :
  - Les Voyages de Gulliver : Gulliver
  - Apparitions : James Van Praagh
- 1987 : Le Piano magique de Sparky : Max (Mel Blanc)
- 1987 : Le Noël des Muppets : Chef Suédois
- 1992 : Piège à domicile : Ray Bellano (Richard Dean Anderson)
- 1995 : La Reine des Neiges : Les (Richard Tate)
- 1999 : La Ferme des animaux : Brille-Babil
- 2002 : Dinotopia : le maire Waldo (Jim Carter)
- 2006 : La Famille Frappadingue : Will Gilbert (Terry Bradshaw)
- 2008 : Un Noël recomposé : Joe Noll (John Ratzenberger)
- 2009 : La Vengeance d'une sœur : James Morrison (Philip Craig)

#### Séries télévisées
- Ted Danson dans :
  - Frasier (1995) : Sam Malone (saison 2, épisode 16)
  - Becker (1998-2001) : Dr John Becker (saisons 1 à 3)
  - Dr Hoffman (en) (2006) : Dr Bill Hoffman (14 épisodes)
  - Damages (2007-2010) : Arthur Frobisher (23 épisodes)
  - Bored to Death (2009-2011) : George Christopher (24 épisodes)
- 2002 : Inspecteur Barnaby : Anthony Talbot (Jeremy Child (en)) (saison 5, épisode 4)
- À la Maison-Blanche : le sénateur Tripplehorn (Geoff Pierson)
- Babylon 5 : le commandant Jeffrey Sinclair (Michael O'Hare)
- Brooklyn South : Ray MacElwain (John Finn)
- Cadfael : le père Ailnoth (épisode 10) (Peter Guinness)
- Charlemagne, le prince à cheval : Ganelon (Vanni Corbellini)
- Côte Ouest : Brian Johnston (Philip Brown)
- Desperate Housewives : Wayne Davis (Gary Cole)
- Flics toujours : Brian Lane (Alun Armstrong)
- Hôpital central : Luke Spencer (Anthony Geary)
- Life Is Wild : Art (David Butler)
- Melrose Place : Dominick O'Malley (Brad Johnson)
- MI-5 : Anthony Head (Peter Salter)
- Les Muppets : Clifford
- New York Police Blues : Andy Sipowicz (Dennis Franz) (3e voix, saison 12)
- NCIS : Enquêtes spéciales : Tobias C. Fornell (Joe Spano)
- Normal, Ohio : Danny (Charles Rocket)
- Raison et Sentiments : Sir John Middleton (Mark Williams) (mini-série)
- The Shield : Jorge Machado (Efrain Figueroa)
- Ugly Betty : Calvin Hartley (David Rasche)
- Hercule : Caris (Grant Bridger) (saison 2, épisode 22), Derkus Petronicus (Jeremy Roberts) (saison 3, épisode 1) et un soldat (Timothy James Adam) (saison 3, épisode 14)
- Stargate SG-1 : Elrad (Fred Applegate) (saison 5, épisode 5)

#### Séries d'animation
- 1992 : Les Crocs malins : Eliot Shag
- 1992 : Batman : l'Homme invisible / Rhino / Maxie Zeus / Jonah Hex
- 1992-1993 : La Bande à Dingo : Dingo
- 1992 : Les Cow-Boys de Moo Mesa : Montana
- 1993-1996 : Rocko's Modern Life : Heffer Wolfe / Bev Bighead
- 1994 : Robinson Sucroë : Mercredi
- 1995 : Du vent dans les saules : Raton
- 1995 : Sandokan : le narrateur / le rajah
- 1995-1997 : The Mask : Prétorius
- 1996 : Mot : Mot
- 1998 : Hercule : Odin (épisode 34)
- 1998-1999 : Hé Arnold ! : Dino Spumoni
- 2001 : Les Nouvelles Aventures de Lucky Luke : divers méchants
- 2001 : Tous en boîte : Dingo / Grincheux / Ratigan / Shere Khan
- 2002-2003 : Esprit fantôme : Le comte Horloff (épisode 2), Ralcène ( saison 2)
- 2003 : Ratz : le capitaine
- 2003-2006 : Boo! : voix-off / chanteur du générique
- 2004 : Le Roi de Las Vegas : Larry
- 2005-2012 : Mes parrains sont magiques : le loup
- 2006-2012 : La Maison de Mickey : Dingo (1re voix jusqu'à la saison 4, épisode 1)
- 2008-2011 : Les Simpson : Charles Montgomery Burns / Clancy Wiggum / Krusty le clown / Seymour Skinner / Kent Brockman / différents personnages[n 3] ; Nicolas Sarkozy dans l'épisode Le diable s'habille en nada (saison 21, ép.5)

### Jeux vidéo
- 1996 : Blood Omen: Legacy of Kain : Mortanius / William le Juste / Vorador / l'aubergiste
- 1999 : Tarzan : Clayton
- 2000 : American McGee's Alice : le chat du Cheshire
- 2001 : Panique à Mickeyville : Dingo
- 2001 : Disney Dingo : Extrême Skateboarding : Dingo
- 2002 : Kingdom Hearts : Dingo et Clayton
- 2003 : La Grande Évasion : ?
- 2003 : Disney : Le Mystère des clés perdues : Dingo
- 2005 : 80 jours : Saruto
- 2006 : Kingdom Hearts 2 : Dingo
- 2011 : Kinect: Disneyland Adventures : Dingo

## Adaptation[pasclair]
Les dates en italique indiquent les sorties initiales des films pour lesquels Gérard Rinaldi a participé aux redoublages et non aux doublages originaux.
Films d'animation
- 1995 : Dingo et Max
- 2000 : Dingo et Max 2
- 2002 : Mickey, le club des méchants
- 2004 : Mickey, il était deux fois Noël

Séries télévisées
- 2005-2008 : La Vie de palace de Zack et Cody

Séries d'animation
- 1996 : Hé Arnold !
- 1999-2000 : Mickey Mania
- 1999-2000 : Sabrina
- 2001-2003 : Tous en boîte

## Discographie
Note : Pour sa discographie au sein des Charlots, voir l'article Les Charlots
- 1971 : Voilà le quadrille (bande originale du film Lucky Luke) - United Artists Records (45 t)
- 1971 : La Chanson du mainate (bande originale du film Oum le dauphin blanc) - EmArcy (33 t)
- 1977 : Une chanson douce que me chantait ma maman : Quand j'étais petit garçon (paroles et musique de Gérard Rinaldi), Petit homme, c'est l'heur' de fair' dodo, La Révolte des joujoux, Une chanson douce, Un jour mon prince viendra, Les Choses que j'aime, En sortant de l'école, Qui craint le grand méchant loup?, Le Petit Chemin de fer, Bonjour monsieur printemps, Les enfants s'ennuient le dimanche, Saltimbanques, Cécile, ma fille - disques Vogue (33 t)
- 1986 : Le Grand Génie du mal (bande originale du film Basil, détective privé) - Disneyland Records (45 t)
- 1987 : Marc et Sophie (générique) - Carol Records (45 t)
- 1989 : Les Poissons (bande originale du film La Petite Sirène) - Walt Disney Records ((33 t))
- 1997 : Humain à nouveau (bande originale du film La Belle et la Bête) - Walt Disney Records (CD)
- 2001 : Heigh-ho!, On se lave!, La Tyrolienne des nains (bande originale du film Blanche-Neige et les Sept Nains) - Walt Disney Records (CD)
- 2003 : Il en faut peu pour être heureux (bande originale du film Le Livre de la jungle 2) - Walt Disney Records (CD)
- 2010 : Playhouse Disney Hits : La Chasse aux œufs de Paques, Le Rock 'n' roll d'Hawaii, La Chanson de Tchou Tchou, La Balade en bulle de Pluto, Regarde au ras du sol, Mille Mercis, Mickey fait du camping - Walt Disney Records (CD)
- 2011 : Un p'tit air de crooner : Le Piano de la plage, Quel temps fait-il à Paris ?, C'est si bon, Clopin clopant, Rendez-vous sous la pluie, Et bailler et dormir, C'est le printemps, Ces petites choses, Il pleut dans ma chambre, Quand j'étais petit, je vous aimais, Félicie aussi, Comme un p'tit coquelicot, Un jour tu verras - Anthology's / FGL Productions (CD)
- 2012 : Chansons de ma jeunesse (Sony / FGL Productions (CD) Nouvelle version de l'album précédent augmentée de quatre titres : Syracuse, Douce France, Tiens tiens tiens, Dans la vie faut pas s'en faire
- 2012 : Déclarations d'amour : duo sur la chanson Un homme fragile avec Herbert Léonard - Wagram Music (2CD)

Chansons interprétées par d'autres artistes
- 1966 : Comme le vent par Christine Delaroche (Gérard Rinaldi / Jean Sarrus)
- 1966 : Plus vingt moins vingt par Cédric et Cléo (Richard Fontaine et Chantal Rousselot) (Germinal Tenas / Gérard Rinaldi)
- 1967 : Les Bouaïtes par Cléo (Gérard Rinaldi / Luis Rego)
- 1967 : Chatte de velours par Chérie (Boris Bergman & Gérard Rinaldi / Luis Rego)
- 1968 : Aimez-moi par Ronnie Bird (Gérard Rinaldi / Mick Jones & Tommy Brown)
- 1970 :
  - Je t’aime… normal par Jean et Janet (Jean Sarrus et Janet Woollacott) (Gérard Rinaldi / Gérard Filippelli)
  - Super-gangsters par Jean et Janet (Gérard Rinaldi / Gérard Filippelli)
- 1986 : Tendresse… S.O.S. par Lova Moor (Gérard Rinaldi / Cyril Assous)
- 1987 :
  - L'Attrazione (bande originale du film) (Franco Campanino et Graziano Ferrari / Gérard Rinaldi)
  - Je suis l'amour (Franco Campanino et Graziano Ferrari / Gérard Rinaldi)